# Jacek Wszoła
Jacek Roman Wszoła (Varsó, 1956. december 30. –) olimpiai bajnok lengyel atléta, magasugró.

## Pályafutása
Első olimpiáján, az 1976-os montreali játékokon rögtön aranyérmet szerzett. Wszoła 225 cm-es új olimpiai rekorddal lett a szám első lengyel olimpiai bajnoka.
Egy évvel később győzött az Universiadén Szófiában.
1980. május 25-én 235 cm-rel új világrekordot ugrott. Mindössze egy nappal később a nyugat-német Dietmar Mögenburg is megugrotta ezt a magasságot. Kettejük csúcsa augusztus 1-jén dőlt meg, amikor is Gerd Wessig teljesített jobbat, a moszkvai olimpián, a szám döntőjében. Wszoła így nem tudta megvédeni címét, 231 cm-rel második, ezüstérmes lett.

## Egyéni legjobbjai
- Magasugrás - 235 cm (1980)